# 平牧村
平牧村（ひらまきむら）は、かつて岐阜県可児郡にあった村である。
現在の可児市南部、久々利川、大森川流域に該当する。

## 歴史
- 江戸時代末期、この地域は美濃国可児郡に属し、尾張藩領であった。
- 1875年（明治8年）頃 - 旧来の羽崎村と二野村が合併し、羽崎村（初代）となる。
- 1882年（明治15年）9月 - 羽崎村が羽崎村と二野村（ともに2代）に分立する。
- 1889年（明治22年）7月1日 - 羽崎村、二野村、大森村が合併し発足。
- 1955年（昭和30年）2月1日 - 今渡町、広見町、土田村、久々利村、春里村、帷子村と合併し可児町が発足。同日平牧村廃止。

## 学校
- 平牧村立平牧小学校 （1968年に学区再編。大森地区は、現・可児市立旭小学校。羽崎・二野地区は、現・可児市立東明小学校）
- 可児郡中部中学校 （現・可児市立中部中学校）